# Rio Grande (Bolívia)

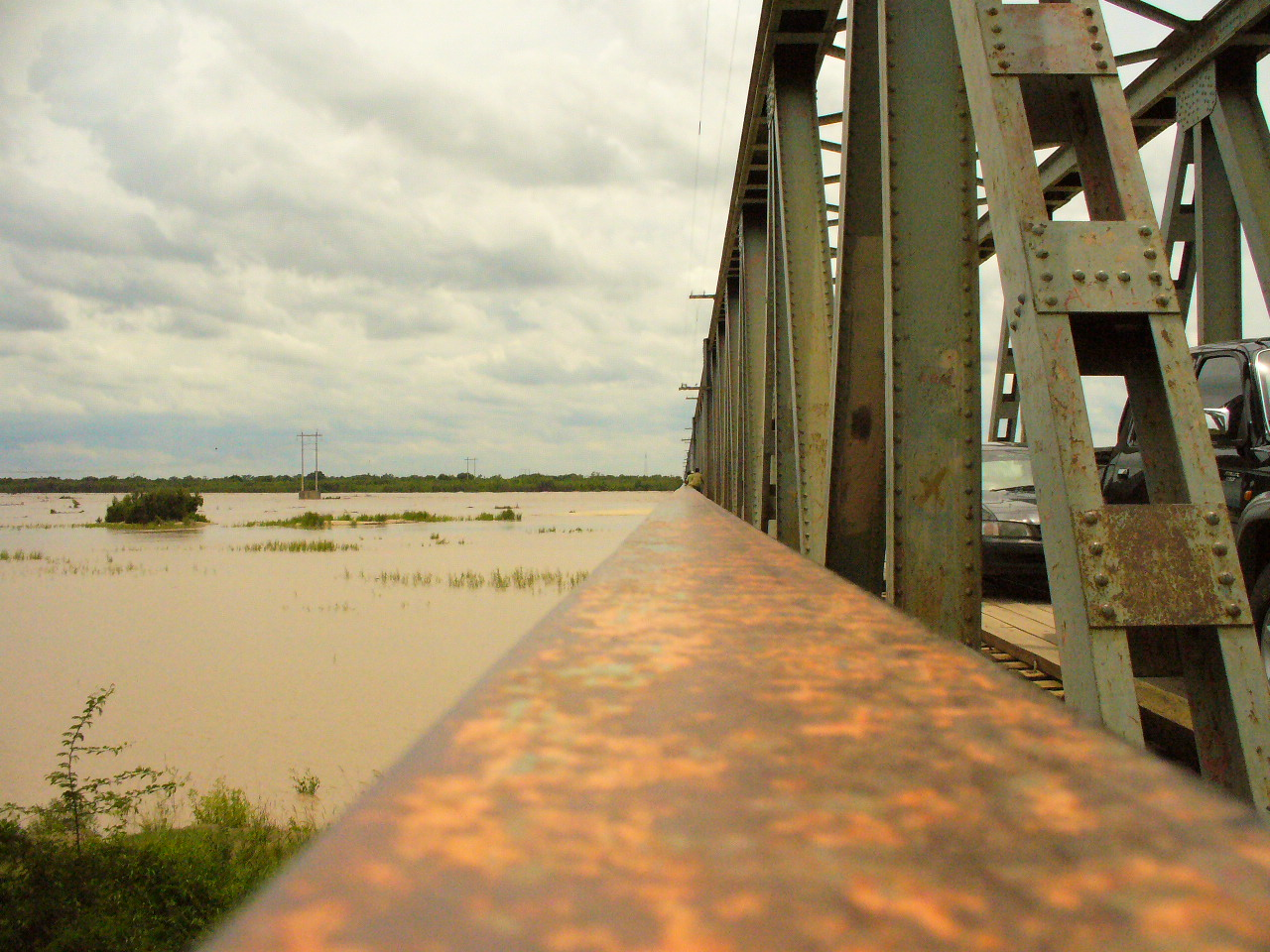
Rio Grande visto da ponte Palais

O rio Grande ou rio Guapay é um curso de água da Bolívia pertencente a bacia do Amazonas, nasce na cordilheira de Cochabamba, ao leste da mesma Cochabamba, nas coordenadas 17° 26' 11" S 65° 52' 22" O. Em sua nascente se conhece como rio Rocha e cruza todo o vale de Cochabamba na direção oeste. Depois de 65 km o rio, vai em direção sudeste e depois de outros 50 km conflui com o rio Arque a uma altitude de 2350 m acima do nível médio do mar nas coordenadas 17° 42' 10" S 66° 14' 45" O.
Desta confluência nasce o rio Caine que com seus 162 km continua fluindo na direção sudeste até a confluência com o rio San Pedro nas coordenadas 18° 25' 3" S 65° 20' 43" O para assim formar o  "rio Grande", o rio continua na direção nordeste fluindo 500 km até à entrada nas planícies donde flui na direção nordeste formando uma curva larga que serve de limite interprovincial entre Andrés Ibáñez e Chiquitos depois de todo seu percurso de um total de 1.438 km, o rio Grande desemboca no rio Mamoré nas coordenadas 15° 48' 09" S 64° 43' 47" O